# Grand Prix-wegrace van Spanje 1984
De Grand Prix-wegrace van Spanje 1984 was de derde race van het wereldkampioenschap wegrace voor motorfietsen in het seizoen 1984. De races werden verreden op 6 mei 1984 op het Circuito Permanente del Jarama nabij Madrid.

## Algemeen
De trainingen van de Spaanse Grand Prix werden gehinderd door regen, maar tijdens de racedag was het droog, hoewel de 80cc-klasse nog op een halfnatte baan reed. Twee favorieten ontbraken door blessures: Freddie Spencer en Ricardo Tormo.

## 500cc-klasse
Spanning aan de kop van de 500cc-race in Spanje was er geen moment, nadat de snel gestarte Ron Haslam meteen werd gepasseerd door Eddie Lawson die vervolgens met groot gemak wegliep van iedereen. Haslam moest ook het hoofd buigen voor zijn stalgenoten Randy Mamola en Raymond Roche, die ook op het podium kwamen. In het achterveld werd wel gevochten, vooral door Boet van Dulmen, die zijn snelle start tenietgedaan zag worden toen hij moest uitwijken voor de vallende Massimo Broccoli en na de eerste ronde slechts als 18e doorkwam. Van Dulmen vocht zich terug tot bij het groepje Roth / Reiner / Sheene, was wat handiger in het passeren van achterblijvers en werd uiteindelijk vijfde. 
| Voor de tweede keer in drie wedstrijden kon Freddie Spencer door blessures niet starten. Zo zou Eddie Lawson steeds verder kunnen uitlopen in het klassement en velen verwachtten dat de viercilinder Honda NSR 500 naar Randy Mamola zou gaan. In het Motor home van teammanager Erv Kanemoto vond een lang gesprek plaats met Mamola, technisch leider Oguma en enkele technici, waarna besloten werd dat de NSR 500 in de vrachtauto zou blijven staan. Mamola had zijn eigen fabrieks-Honda NS 500 moeten kopen en kon er in Spanje zijn eerste race mee rijden. Om zoveel mogelijk tegenstand aan Lawson te bieden kreeg Raymond Roche opnieuw een 1984 fabrieks-HRC-driecilindermotor om in zijn eigen frame te monteren. Opmerkelijk was dat privérijder Roche én Honda-debutant Mamola zich vóór Ron Haslam wisten te kwalificeren. Haslam was de enige échte Honda-fabriekscoureur, nu ook Takazumi Katayama nog in de lappenmand zat. Al na de eerste training lieten Franco Uncini en Sergio Pellandini hun Suzuki-motoren vervangen en dat hielp, want Uncini reed meteen de vierde tijd. \| 1. \| Eddie Lawson \| Marlboro-Yamaha \| 1:30.25 \| \| 2. \| Raymond Roche \| HRC-Honda \| 1:30.95 \| \| 3. \| Randy Mamola \| HRC-Honda \| 1:31.38 \| \| 4. \| Franco Uncini \| HB-Gallina-Suzuki \| 1:31.82 \| \| 5. \| Ron Haslam \| HRC-Honda \| 1:31.99 \| \| 6. \| Reinhold Roth \| Fath-Honda \| 1:32.35 \| \| 7. \| Barry Sheene \| Heron-Harris-Suzuki \| 1:32.42 \| \| 8. \| Didier de Radiguès \| Chevallier-ELF-Honda \| 1:32.43 \| \| 9. \| Virginio Ferrari \| Marlboro-Yamaha \| 1:32.74 \| \| 10. \| Christian le Liard \| Chevallier-ELF-Honda \| 1:33.23 \| |                    |                      |         |
| 1. | Eddie Lawson       | Marlboro-Yamaha      | 1:30.25 |
| 2. | Raymond Roche      | HRC-Honda            | 1:30.95 |
| 3. | Randy Mamola       | HRC-Honda            | 1:31.38 |
| 4. | Franco Uncini      | HB-Gallina-Suzuki    | 1:31.82 |
| 5. | Ron Haslam         | HRC-Honda            | 1:31.99 |
| 6. | Reinhold Roth      | Fath-Honda           | 1:32.35 |
| 7. | Barry Sheene       | Heron-Harris-Suzuki  | 1:32.42 |
| 8. | Didier de Radiguès | Chevallier-ELF-Honda | 1:32.43 |
| 9. | Virginio Ferrari   | Marlboro-Yamaha      | 1:32.74 |
| 10. | Christian le Liard | Chevallier-ELF-Honda | 1:33.23 |

### Uitslag 500cc-klasse
| Pos | Coureur          | Merk                | Ronden | Tijd      | Grid | Punten |
| --- | ---------------- | ------------------- | ------ | --------- | ---- | ------ |
| 1   | Eddie Lawson     | Marlboro-Yamaha     | 37     | 57:05.350 | 1    | 15     |
| 2   | Randy Mamola     | HRC-Honda           | 37     | +17.630   | 3    | 12     |
| 3   | Raymond Roche    | HRC-Honda           | 37     | +38.560   | 2    | 10     |
| 4   | Ron Haslam       | HRC-Honda           | 37     | +50.190   | 5    | 8      |
| 5   | Boet van Dulmen  | Bakker-Suzuki       | 37     | +54.580   | 12   | 6      |
| 6   | Gustav Reiner    | Honda               | 37     | +55.490   | 13   | 5      |
| 7   | Barry Sheene     | Heron-Harris-Suzuki | 37     | +57.880   | 7    | 4      |
| 8   | Reinhold Roth    | Fath-Honda          | 37     | +58.810   | 6    | 3      |
| 9   | Fabio Biliotti   | Honda               | 37     | +1:17.750 | 24   | 2      |
| 10  | Keith Huewen     | Honda               | 36     | +1 ronde  | 14   | 1      |
| 11  | Chris Guy        | Honda               | 36     | +1 ronde  | 17   |        |
| 12  | Attilio Riondato | Suzuki              | 36     | +1 ronde  | 26   |        |
| 13  | Peter Sköld      | Honda               | 36     | +1 ronde  | 29   |        |
| 14  | Klaus Klein      | Suzuki              | 35     | +2 ronden | 19   |        |
| 15  | Rob Punt         | Suzuki              | 35     | +2 ronden | 20   |        |
| 16  | Peter Sjöström   | Suzuki              | 35     | +2 ronden | 31   |        |
| 17  | Marco Papa       | Honda               | 35     | +2 ronden | 22   |        |
| 18  | Louis-Luc Maisto | Honda               | 34     | +3 ronden | 30   |        |
| 19  | José Maria Parra | Suzuki              | 33     | +4 ronden | 33   |        |
| 20  | Brett Hudson     | Yamaha              | 31     | +6 ronden | 28   |        |

### Niet gefinisht
| Coureur             | Merk                 | Ronden | Oorzaak  | Grid |
| ------------------- | -------------------- | ------ | -------- | ---- |
| Leandro Becheroni   | Suzuki               | 35     |          | 18   |
| Claude Arciero      | Honda                | 33     |          | 32   |
| Walter Migliorati   | Suzuki               | 21     |          | 23   |
| Franco Uncini       | HB-Gallina-Suzuki    | 21     | Gaskabel | 4    |
| Sergio Pellandini   | HB-Gallina-Suzuki    | 17     | Voorvork | 16   |
| Christian Le Liard  | Chevallier-ELF-Honda | 15     |          | 10   |
| Marco Lucchinelli   | Cagiva               | 7      | Opgave   | 21   |
| Marco Gentile       | Yamaha               | 5      |          | 27   |
| Wolfgang von Muralt | Suzuki               | 3      | Val      | 25   |
| Franck Gross        | Suzuki               | 2      |          | 15   |
| Didier de Radiguès  | Chevallier-ELF-Honda | 0      | Val      | 8    |
| Massimo Broccoli    | Honda                | 0      | Val      | 11   |

### Niet gestart
| Coureur          | Merk           | Oorzaak  | Grid |
| ---------------- | -------------- | -------- | ---- |
| Virginio Ferrari | Marboro-Yamaha | Blessure | 9    |

### Niet deelgenomen
| Coureur           | Merk         | Oorzaak  |
| ----------------- | ------------ | -------- |
| Freddie Spencer   | HRC-Honda    | Blessure |
| Wayne Gardner     | Honda        |          |
| Rob McElnea       | Heron-Suzuki |          |
| Takazumi Katayama | HRC-Honda    | Blessure |
| Tadahiko Taira    | Yamaha       |          |
| Roger Marshall    | Honda        |          |
| Eero Hyvärinen    | Suzuki       |          |
| Armando Errico    | Suzuki       |          |
| Hervé Moineau     | Cagiva       |          |

### Top tien tussenstand 500cc-klasse
| Pos. | Coureur            | Merk                 | Ptn. |
| ---- | ------------------ | -------------------- | ---- |
| 1    | Eddie Lawson       | Marlboro-Yamaha      | 42   |
| 2    | Raymond Roche      | HRC-Honda / Honda    | 32   |
| 3    | Freddie Spencer    | HRC-Honda            | 15   |
| 4    | Boet van Dulmen    | Suzuki               | 14   |
| 4    | Barry Sheene       | Heron-Harris-Suzuki  | 14   |
| 6    | Ron Haslam         | HRC-Honda            | 13   |
| 7    | Randy Mamola       | HRC-Honda            | 12   |
| 8    | Wayne Gardner      | Honda                | 8    |
| 8    | Didier de Radiguès | Chevallier-ELF-Honda | 8    |
| 10   | Massimo Broccoli   | Honda                | 6    |
| 10   | Sergio Pellandini  | HB-Gallina-Suzuki    | 6    |
| 10   | Franco Uncini      | HB-Gallina-Suzuki    | 6    |

## 250cc-klasse
Jean-François Baldé startte het snelste in Jarama, maar was drie bochten later al gepasseerd door Jacques Cornu en Iván Palazzese. Die laatste reed vijf ronden aan de leiding, tot zijn achterwiel bij het uitkomen van Varzi wegbrak en hij naast zijn Yamaha hing. Bijna wist hij de machine voor de volgende bocht, Le Mans, onder controle te krijgen, maar hij kwam in het zand naast de baan terecht en moest zijn machine wel neerleggen om niet in de vangrail te klappen. Carlos Cardús kwam even op kop, maar viel meteen terug met een technisch probleem en er ontstond een nieuwe kopgroep met Christian Sarron, Alan Carter en Donnie McLeod. Even later voegden Sito Pons en Toni Mang zich bij deze groep en stootten meteen door naar voren, met Mang aan de leiding voor Pons. In de 19e ronde nam Pons de leiding om ze niet meer af te staan. Mang verloor motorvermogen en viel terug, waardoor Sarron tweede werd en Carlos Lavado derde.
| Carlos Cardús had zich in de GP van Zuid-Afrika niet gekwalificeerd en was in de GP des Nations uitgevallen, maar met een nieuwe Rotax-motor pakte hij in zijn thuisrace poleposition. Ook Jean-François Baldé wist zijn Pernod redelijk te kwalificeren met de vijfde startplaats. Tijdens deze training verscheen voor het eerst de nieuwe Honda RS 250 R, die werd bestuurd door Luis Miguel Reyes, Michel Siméon, Jean-Louis Guignabodet en Roland Freymond. Geen van deze coureurs wist zich met de Honda te kwalificeren, hoewel Reyes dat men zijn JJ Cobas wel nog deed. Freymond liet zijn machine wegen en constateerde dat deze 101 kg woog, terwijl de fabriek 96 kg opgaf. Freymond twijfelde daarna ook aan het opgegeven vermogen van 69 pk. \| 1. \| Carlos Cardús \| JJ Cobas-Rotax \| 1:33.79 \| \| 2. \| Carlos Lavado \| Venemotos-Yamaha \| 1:33.97 \| \| 3. \| Martin Wimmer \| Yamaha \| 1:34.03 \| \| 4. \| Christian Sarron \| Sonauto-Yamaha \| 1:34.18 \| \| 5. \| Jean-François Baldé \| Pernod \| 1:34.21 \| \| 6. \| Alan Carter \| Roberts-Marlboro-Yamaha \| 1:34.22 \| \| 7. \| Wayne Rainey \| Roberts-Marlboro-Yamaha \| 1:34.45 \| \| 8. \| Donnie McLeod \| Yamaha \| 1:34.45 \| \| 9. \| Iván Palazzese \| Venemotos-Yamaha \| 1:34.50 \| \| 10. \| Jacques Cornu \| Bakker-Parisienne-Yamaha \| 1:34.53 \| |                     |                          |         |
| 1. | Carlos Cardús       | JJ Cobas-Rotax           | 1:33.79 |
| 2. | Carlos Lavado       | Venemotos-Yamaha         | 1:33.97 |
| 3. | Martin Wimmer       | Yamaha                   | 1:34.03 |
| 4. | Christian Sarron    | Sonauto-Yamaha           | 1:34.18 |
| 5. | Jean-François Baldé | Pernod                   | 1:34.21 |
| 6. | Alan Carter         | Roberts-Marlboro-Yamaha  | 1:34.22 |
| 7. | Wayne Rainey        | Roberts-Marlboro-Yamaha  | 1:34.45 |
| 8. | Donnie McLeod       | Yamaha                   | 1:34.45 |
| 9. | Iván Palazzese      | Venemotos-Yamaha         | 1:34.50 |
| 10. | Jacques Cornu       | Bakker-Parisienne-Yamaha | 1:34.53 |

### Uitslag 250cc-klasse
| Pos | Coureur              | Merk                     | Tijd      | Grid | Punten |
| --- | -------------------- | ------------------------ | --------- | ---- | ------ |
| 1   | Sito Pons            | JJ Cobas-Rotax           | 49:02.990 | 13   | 15     |
| 2   | Christian Sarron     | Sonauto-Yamaha           | +2.770    | 4    | 12     |
| 3   | Carlos Lavado        | Venemotos-Yamaha         | +3.150    | 2    | 10     |
| 4   | Alan Carter          | Roberts-Marlboro-Yamaha  | +3.310    | 6    | 8      |
| 5   | Jean-François Baldé  | Pernod                   | +3.870    | 5    | 6      |
| 6   | Jacques Cornu        | Bakker-Parisienne-Yamaha | +9.070    | 10   | 5      |
| 7   | Toni Mang            | HB-Yamaha                | +10.300   | 19   | 4      |
| 8   | Jacques Bolle        | Pernod                   | +25.300   | 14   | 3      |
| 9   | Jean-Michel Mattioli | Chevallier-Yamaha        | +25.600   | 18   | 2      |
| 10  | Wayne Rainey         | Roberts-Marlboro-Yamaha  | +26.750   | 7    | 1      |
| 11  | Teruo Fukuda         | Yamaha                   | +44.730   | 11   |        |
| 12  | Manfred Herweh       | Bakker-Real-Rotax        | +45.980   | 15   |        |
| 13  | Martin Wimmer        | Yamaha                   | +46.380   | 3    |        |
| 14  | Fausto Ricci         | Yamaha                   | +50.640   | 12   |        |
| 15  | Loris Reggiani       | Kawasaki                 | +51.270   | 25   |        |
| 16  | Gabriel Gabria       | Yamaha                   | +1:04.440 | 21   |        |
| 17  | Mario Rademeyer      | Yamaha                   | +1:15.480 | 26   |        |
| 18  | Stéphane Mertens     | Yamaha                   | +1:16.420 | 22   |        |
| 19  | Richard Hubin        | Yamaha                   | +1:16.680 | 20   |        |
| 20  | Thierry Espié        | Chevallier-Beko          | +1:24.510 | 24   |        |
| 21  | Massimo Matteoni     | Yamaha                   | +1 ronde  | 31   |        |
| 22  | Neil Robinson        | MBA                      | +1 ronde  | 33   |        |
| 23  | Luis Miguel Reyes    | JJ Cobas-Rotax           | +1 ronde  | 36   |        |
| 24  | Patrick Fernandez    | Yamaha                   | +1 ronde  | 29   |        |
| 25  | Juan Garriga         | Yamaha                   | +2 ronden | 34   |        |

### Niet gefinisht
| Coureur                | Merk             | Oorzaak | Grid |
| ---------------------- | ---------------- | ------- | ---- |
| Carlos Cardús          | JJ Cobas-Rotax   |         | 1    |
| Antonio García         | JJ Cobas-Rotax   |         | 20   |
| Jean-Louis Guignabodet | Yamaha           |         | 17   |
| Karl-Thomas Grässel    | Fath-Yamaha      |         | 27   |
| Roland Freymond        | Yamaha           |         | 30   |
| Donnie McLeod          | Yamaha           |         | 8    |
| Ángel Nieto            | JJ Cobas-Rotax   |         | 32   |
| René Delaby            | Yamaha           |         | 28   |
| Iván Palazzese         | Venemotos-Yamaha | Val     | 9    |
| Hervé Guilleux         | Yamaha           | Val     | 16   |
| David Floyd Busby      | Rotax            |         | 35   |

### Niet deelgenomen
| Coureur           | Merk           | Oorzaak  |
| ----------------- | -------------- | -------- |
| Guy Bertin        | MBA            |          |
| Andy Watts        | EMC-Rotax      |          |
| Harald Eckl       | Rotax          |          |
| Siegfried Minich  | Yamaha         |          |
| Maurizio Vitali   | MBA            |          |
| Thierry Rapicault | Sonauto-Yamaha | Blessure |

### Top tien tussenstand 250cc-klasse
| Pos. | Coureur              | Merk                     | Ptn. |
| ---- | -------------------- | ------------------------ | ---- |
| 1    | Sito Pons            | JJ Cobas-Rotax           | 25   |
| 2    | Christian Sarron     | Sonauto-Yamaha           | 24   |
| 3    | Patrick Fernandez    | Yamaha                   | 15   |
| 3    | Fausto Ricci         | Yamaha                   | 15   |
| 5    | Carlos Lavado        | Venemotos-Yamaha         | 12   |
| 5    | Martin Wimmer        | Yamaha                   | 12   |
| 7    | Toni Mang            | HB-Yamaha                | 11   |
| 7    | Wayne Rainey         | Roberts-Marlboro-Yamaha  | 11   |
| 9    | Jean-François Baldé  | Pernod                   | 10   |
| 9    | Jacques Cornu        | Bakker-Parisienne-Yamaha | 10   |
| 9    | Manfred Herweh       | Bakker-Real-Rotax        | 10   |
| 9    | Jean-Michel Mattioli | Chevallier-Yamaha        | 10   |

## 125cc-klasse
Op de nog vochtige baan in Jarama startte Lucio Pietroniro sterk: hij leidde even voor Henk van Kessel, maar toen Pietroniro viel moest van Kessel remmen en hij viel ver terug. Zo reed Ezio Gianola de eerste vier ronden aan de leiding, even gevolgd door Maurizio Vitali, die echter in de tweede ronde viel. In de vijfde ronde nam Eugenio Lazzarini de leiding over, terwijl zijn teamgenoot Ángel Nieto na een slechte start bezig was aan een inhaalrace. Tegen het einde van de race sloot Nieto aan bij Lazzarini en begon de gebruikelijke show, waarin beiden om de leiding leken te vechten maar waarvan de uitkomst vanaf het begin duidelijk was. Door dit schijngevecht verloren ze wel tijd en kon Hans Müller nog tamelijk dichtbij komen. Twee ronden voor het einde greep Nieto definitief de leiding maar hij hield het spannend door slechts 0,18 seconde voor zijn teamgenoot te finishen.
| Maurizio Vitali begon met zijn productie-MBA toch wel een luis in de pels van Garelli te worden, nu hij op poleposition kwam te staan. Henk van Kessel kwalificeerde zich als zesde, maar verklaarde zelf dat de tijdwaarnemers een fout hadden gemaakt. Volgens de waarneming van zijn eigen team was hij ongeveer twee seconden langzamer geweest. \| 1. \| Maurizio Vitali \| MBA \| 1:37.41 \| \| 2. \| Ángel Nieto \| Garelli \| 1:38.08 \| \| 3. \| Hans Müller \| MBA \| 1:38.45 \| \| 4. \| Eugenio Lazzarini \| Garelli \| 1:38.65 \| \| 5. \| Jean-Claude Selini \| MBA \| 1:38.76 \| \| 6. \| Henk van Kessel \| MBA \| 1:38.77 \| \| 7. \| August Auinger \| Bartol-MBA \| 1:38.90 \| \| 8. \| Stefano Carachi \| MBA \| 1:39.02 \| \| 9. \| Luca Cadalora \| MBA \| 1:39.28 \| \| 10. \| Domenico Brigaglia \| MBA \| 1:39.31 \| |                    |            |         |
| 1. | Maurizio Vitali    | MBA        | 1:37.41 |
| 2. | Ángel Nieto        | Garelli    | 1:38.08 |
| 3. | Hans Müller        | MBA        | 1:38.45 |
| 4. | Eugenio Lazzarini  | Garelli    | 1:38.65 |
| 5. | Jean-Claude Selini | MBA        | 1:38.76 |
| 6. | Henk van Kessel    | MBA        | 1:38.77 |
| 7. | August Auinger     | Bartol-MBA | 1:38.90 |
| 8. | Stefano Carachi    | MBA        | 1:39.02 |
| 9. | Luca Cadalora      | MBA        | 1:39.28 |
| 10. | Domenico Brigaglia | MBA        | 1:39.31 |

### Uitslag 125cc-klasse
| Pos | Coureur            | Merk    | Tijd      | Grid | Punten |
| --- | ------------------ | ------- | --------- | ---- | ------ |
| 1   | Ángel Nieto        | Garelli | 48:21.970 | 2    | 15     |
| 2   | Eugenio Lazzarini  | Garelli | +0.180    | 4    | 12     |
| 3   | Hans Müller        | MBA     | +14.660   | 3    | 10     |
| 4   | Stefano Caracchi   | MBA     | +28.040   | 4    | 8      |
| 5   | Manuel Herreros    | MBA     | +31.880   | 9    | 6      |
| 6   | Jean-Claude Selini | MBA     | +1:06.180 | 13   | 5      |
| 7   | Giuseppe Ascareggi | MBA     | +1:34.880 | 19   | 4      |
| 8   | Hubert Abold       | MBA     | +1:39.390 | 20   | 3      |
| 9   | Bruno Kneubühler   | MBA     | +1:40.070 | 18   | 2      |
| 10  | Ezio Gianola       | MBA     | +1:40.310 | 15   | 1      |
| 11  | Bady Hassaine      | MBA     | +1 ronde  | 21   |        |
| 12  | Willy Pérez        | MBA     | +1 ronde  | 11   |        |
| 13  | Henk van Kessel    | MBA     | +1 ronde  | 6    |        |
| 14  | Domenico Brigaglia | MBA     | +1 ronde  | 10   |        |
| 15  | Willi Hupperich    | MBA     | +1 ronde  | 27   |        |
| 16  | Johnny Wickström   | MBA     | +1 ronde  | 12   |        |
| 17  | Peter Balaz        | MBA     | +2 ronden | 25   |        |
| 18  | Tony Smith         | MBA     | +2 ronden | 28   |        |
| 19  | Antonio Gasión     | MBA     | +2 ronden | 29   |        |
| 20  | Ramón Pano         | MBA     | +4 ronden | 31   |        |

### Niet gefinisht
| Coureur               | Merk       | Oorzaak | Grid |
| --------------------- | ---------- | ------- | ---- |
| Maurizio Vitali       | MBA        | Val     | 1    |
| August Auinger        | Bartol-MBA |         | 7    |
| Fausto Gresini        | MBA        |         | 16   |
| Luca Cadalora         | MBA        |         | 5    |
| Miguel Cortes         | Sanvenero  |         | 21   |
| Gerhard Waibel        | MBA        |         | 22   |
| Neil Robinson         | MBA        |         | 23   |
| Paolo Gamberini       | MBA        |         | 24   |
| F. Davo               | MBA        |         | 26   |
| Lucio Pietroniro      | MBA        | Val     | 17   |
| Olivier Liégeois      | MBA        |         | 14   |
| Andreas Sanches-Marin | MBA        |         | 30   |
| Manuel Hernández      | MBA        |         | 33   |

### Niet deelgenomen
| Coureur       | Merk   | Oorzaak |
| ------------- | ------ | ------- |
| Alex Bedford  | MBA    |         |
| Hakan Olsson  | Starol |         |
| Anton Straver | MBA    |         |
| Jacky Hutteau | MBA    |         |

### Top tien tussenstand 125cc-klasse
| Pos. | Coureur            | Merk    | Ptn. |
| ---- | ------------------ | ------- | ---- |
| 1    | Ángel Nieto        | Garelli | 30   |
| 2    | Eugenio Lazzarini  | Garelli | 22   |
| 3    | Stefano Caracchi   | MBA     | 16   |
| 4    | Hans Müller        | MBA     | 12   |
| 4    | Maurizio Vitali    | MBA     | 12   |
| 6    | Jean-Claude Selini | MBA     | 8    |
| 7    | Bruno Kneubühler   | MBA     | 7    |
| 8    | Luca Cadalora      | MBA     | 6    |
| 8    | Manuel Herreros    | MBA     | 6    |
| 10   | Giuseppe Ascareggi | MBA     | 4    |
| 10   | Johnny Wickström   | MBA     | 4    |

## 80cc-klasse
In Jarama was de 80cc-klasse beperkt bezet: 26 rijders trainden, maar door de 107%-regel mochten er slechts 22 starten. Dit gebrek aan deelnemers werd goedgemaakt door de spanning in de race. De meeste rijders stonden op regenbanden, terwijl de baan hier en daar al droog was. Pier Paolo Bianchi nam meteen de leiding, gevolgd door Stefan Dörflinger, die nog steeds gehinderd werd door een knieblessure. Jorge Martínez had zich misschien wel met de strijd om de kop kunnen bemoeien, maar moest al in de eerste ronde een pitstop maken. Om de derde plaats werd gevochten door gelegenheidsrijder Henk van Kessel en Hans Müller, waar zich later ook Hubert Abold bijvoegde. Een halve ronde voor de finish viel Dörflinger stil. Door een scheur in zijn benzinetank stond hij zonder brandstof. Nu werd van Kessel bij zijn eenmalige optreden als vervanger van de geschorste Willem Heykoop tweede, voor Müller en Abold. 
| 1.  | Jorge Martínez     | Derbi               | 1:42.01 |
| 2.  | Stefan Dörflinger  | Krauser-LCR-Zündapp | 1:43.13 |
| 3.  | Pier Paolo Bianchi | HuVo-Casal          | 1:43.25 |
| 4.  | Hubert Abold       | Krauser-LCR-Zündapp | 1:44.76 |
| 5.  | Gerhard Waibel     | Seel                | 1:44.99 |
| 6.  | Henk van Kessel    | HuVo-Casal          | 1:45.25 |
| 7.  | Hans Spaan         | HuVo-Casal          | 1:46.73 |
| 8.  | Reiner Scheidauer  | Seel                | 1:48.64 |
| 9.  | Hans Müller        | Sachs               | 1:48.86 |
| 10. | Theo Timmer        | HuVo-Casal          | 1:49.20 |

| De eigenaar van de Derbi-fabriek, Rabasa, deed in het rennerskwartier van Jarama uit de doeken hoe het zware ongeval van Ricardo Tormo zich had voltrokken. Tormo testte de 80cc-Derbi op een afgesloten industrieterrein waar de fabriek lag. Daar reed een dame en de monteurs probeerden haar zwaaiend te beduiden te stoppen. De dame verklaarde later dat zij daardoor juist geschrokken was en bang was aangerand te worden. In plaats van te stoppen gaf ze volgas, juist toen Tormo met 170 km/uur naderde. Tormo had een slagaderlijke bloeding en een aantal fracturen. Zijn rechtervoet moest bijna worden geamputeerd. Tormo zou maanden nodig hebben om te herstellen en was in elk geval voor de rest van het seizoen uitgeschakeld. |

### Uitslag 80cc-klasse
| Pos | Coureur             | Merk                | Tijd      | Grid | Punten |
| --- | ------------------- | ------------------- | --------- | ---- | ------ |
| 1   | Pier Paolo Bianchi  | HuVo-Casal          | 40:00.760 | 3    | 15     |
| 2   | Henk van Kessel     | HuVo-Casal          | +25.390   | 6    | 12     |
| 3   | Hans Müller         | Sachs               | +26.870   | 9    | 10     |
| 4   | Hubert Abold        | Krauser-LCR-Zündapp | +27.080   | 4    | 8      |
| 5   | Hans Spaan          | HuVo-Casal          | +47.430   | 7    | 6      |
| 6   | Reiner Scheidhauer  | Seel                | +1:36.900 | 8    | 5      |
| 7   | Stefan Dörflinger   | Krauser-LCR-Zündapp | +3:00.300 | 2    | 4      |
| 8   | Jorge Martínez      | Derbi               | +1 ronde  | 1    | 3      |
| 9   | George Looijesteijn | HuVo-Casal          | +1 ronde  | 11   | 2      |
| 10  | Reinhard Koberstein | Seel                | +1 ronde  | 12   | 1      |
| 11  | Tony Smith          | Casal               | +2 ronden | 21   |        |
| 12  | Chris Baert         | Eberhardt           | +2 ronden | 19   |        |

### Niet gefinisht
| Coureur         | Merk       | Oorzaak | Grid |
| --------------- | ---------- | ------- | ---- |
| Ramon Gali      | Bultaco    |         | 18   |
| Theo Timmer     | HuVo-Casal | Val     | 10   |
| Manuel Herreros | HuVo-Casal |         | 13   |
| Gerhard Waibel  | Seel       |         | 5    |
| Henrique Sande  | Carmona    |         | 14   |
| Daniel Mateos   | Autisa     |         | 16   |
| Jorge Jiménez   | HuVo-Casal |         | 15   |
| Joaquin Gali    | Bultaco    |         | 17   |
| Gerhard Bauer   | Ziegler    |         | 20   |
| Paulo Cegarra   | HuVo-Casal |         | 22   |

### Niet deelgenomen
| Coureur          | Merk       | Oorzaak   |
| ---------------- | ---------- | --------- |
| Willem Heykoop   | HuVo-Casal | Schorsing |
| Zdravko Matulja  | Tomos      |           |
| Serge Julin      | HuVo-Casal |           |
| Paul Rimmelzwaan | Harmsen    |           |
| Gerd Kafka       | Sachs      |           |
| Maurizio Stocco  | Lusuardi   |           |
| Otto Machinek    | Kreidler   |           |
| Claudio Granata  | Garelli    |           |
| Thomas Engl      | Sachs      |           |
| Bernd Rossbach   | Casal      |           |
| Ricardo Tormo    | Derbi      | Gewond    |

### Top tien tussenstand 80cc-klasse
| Pos. | Coureur            | Merk                                        | Ptn. |
| ---- | ------------------ | ------------------------------------------- | ---- |
| 1    | Pier Paolo Bianchi | HuVo-Casal                                  | 30   |
| 2    | Hubert Abold       | Krauser-Bakker-Zündapp/ Krauser-LCR-Zündapp | 18   |
| 3    | Stefan Dörflinger  | Krauser-LCR-Zündapp                         | 16   |
| 4    | Hans Spaan         | HuVo-Casal                                  | 14   |
| 5    | Henk van Kessel    | HuVo-Casal                                  | 12   |
| 6    | Hans Müller        | Sachs                                       | 10   |
| 7    | Jorge Martínez     | Derbi                                       | 7    |
| 8    | Gerhard Waibel     | Seel                                        | 6    |
| 9    | Willem Heykoop     | HuVo-Casal                                  | 5    |
| 9    | Reiner Scheidhauer | Seel                                        | 5    |

## Trivia

### Hulp van bovenaf
Kenny Roberts was niet alleen de naamgever van het Roberts-Marlboro-Yamaha-250cc-team. In Jarama kwam hij kijken en voorzag hij zijn beide coureurs van de nodige tips. Alan Carter veranderde op advies van Kenny zijn zitpositie, de clip-ons en zelfs zijn rijstijl. Hij ging de knee down-techniek toepassen om de hellingshoek van de Yamaha te meten. Nadat hij zich in Misano niet eens had weten te kwalificeren reed hij nu de zesde trainingstijd en tijdens de race deed hij af en toe zelfs kopwerk. 
1950 · 1951 · 1952 · 1953 · 1954 · 1955 · 1957 · 1958 · 1959 · 1960 · 1961 · 1962 · 1963 · 1964 · 1965 · 1966 · 1967 · 1968 · 1969 · 1970 · 1971 · 1972 · 1973 · 1974 · 1975 · 1976 · 1977 · 1978 · 1979 · 1980 · 1981 · 1982 · 1983 · 1984 · 1985 · 1986 · 1987 · 1988 · 1989 · 1990 · 1991 · 1992 · 1993 · 1994 · 1995 · 1996 · 1997 · 1998 · 1999 · 2000 · 2001 · 2002 · 2003 · 2004 · 2005 · 2006 · 2007 · 2008 · 2009 · 2010 · 2011 · 2012 · 2013 · 2014 · 2015 · 2016 · 2017 · 2018 · 2019 · 2020 · 2021 · 2022 · 2023 · 2024 · 2025